# بلوار باکو
بلوار باکو(به ترکی آذربایجانی: Bakı bulvarı) یا (به ترکی آذربایجانی: Dənizkənarı Milli Park)، همچنین شناخته شده به‌عنوان پارک ملی یک تفرجگاه که در سال ۱۹۰۹ به موازات دریای خزر در باکو پایتخت جمهوری آذربایجان تأسیس شده‌است.
این پارک در حدود ۳ کیلومتر و ۷۵۰ متر در سواحل جنوبی دریای خزر که از میدان ملی پرچم تا میدان آزادی باکو کشیده شده‌است. قرار است طرح پیشرفت بلوار باکو تا سال ۲۰۱۵ مناطقی از جمله بی‌بی‌هیبت و خلیج باکو را پوشش دهد. 
بلوار باکو ۲۹ دسامبر سال ۱۹۹۸ امتیاز پارک ملی کسب کرد. بخاطر بزرگی مساحتش پس از پارکی واقع در ساحل رود سن در پاریس، دومین جایگاه را در اروپا به خود اختصاص داده است.

## تاریخ بلوار باکو
مقدمه چینی‌هایی برای تأسیس بلوار باکو از سوی «دومای شهر باکو» از سال ۱۹۰۹ انجام گرفت. مهندس سرشناس «محمد حسن حاجینسکی» که در «دوما» مشغول به کار بود، تلاشهای زیادی در جهت تأسیس این پارک داشته‌است. علاوه بر وی، مهندس «کازیمیر اسکورویچ» و معمار «آدلف ائلخیِر» نیز سعی بسیار زیادی برای عملیاتی شدن پروژه مذکوری، که بر اساس مناقصه برگزیده بود، انجام داده‌اند. بنابر پیشنهاد آنان، قرار بود نوار گیاهی در میان خیابان «آلکساندر» (جادهٔ نفتچیلر کنونی) که به تازگی در موازات دریای خزر ایجاد شده بود، به وجود آورده شود. 
خاک‌های بارور از اطراف شهر و انواع نادر گیاهان از دیگر نواحی جمهوری آذربایجان و همچنین از اروپا در طول دو سال به اینجا آورده و کاشته شد. 
در سال‌های ۱۹۷۰ این پارک تحت بازسازی‌هایی قرار گرفت، که در نتیجه آن، مساحت بلوار باکو به سمت شرق و غرب گسترش یافته و طولش به ۳.۷ کیلومتر رسید. 

## نگارخانه

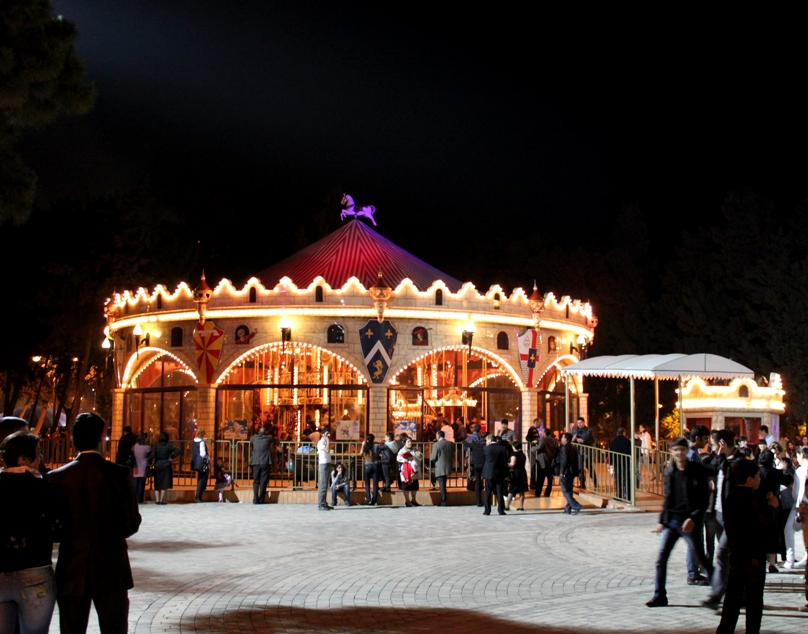
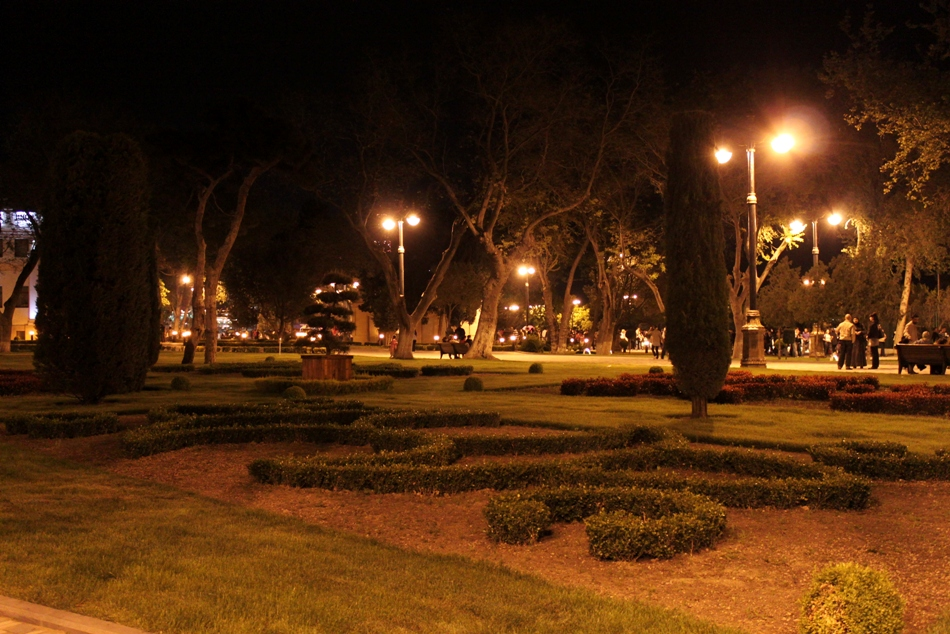
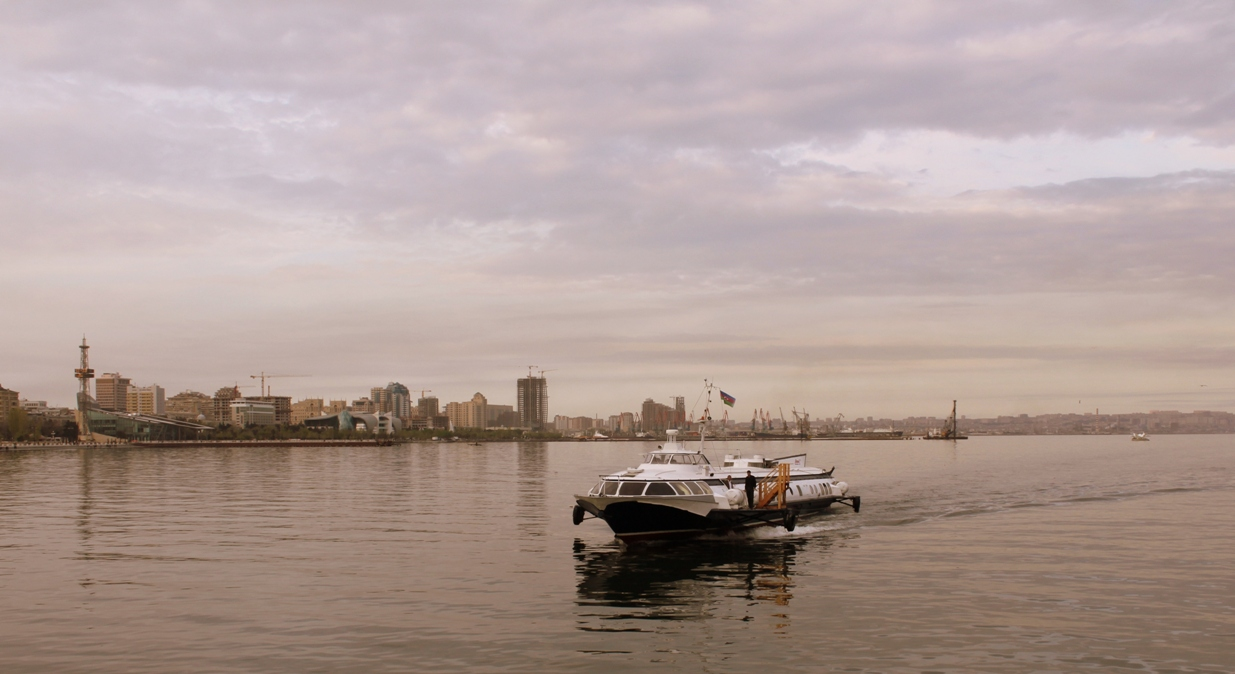
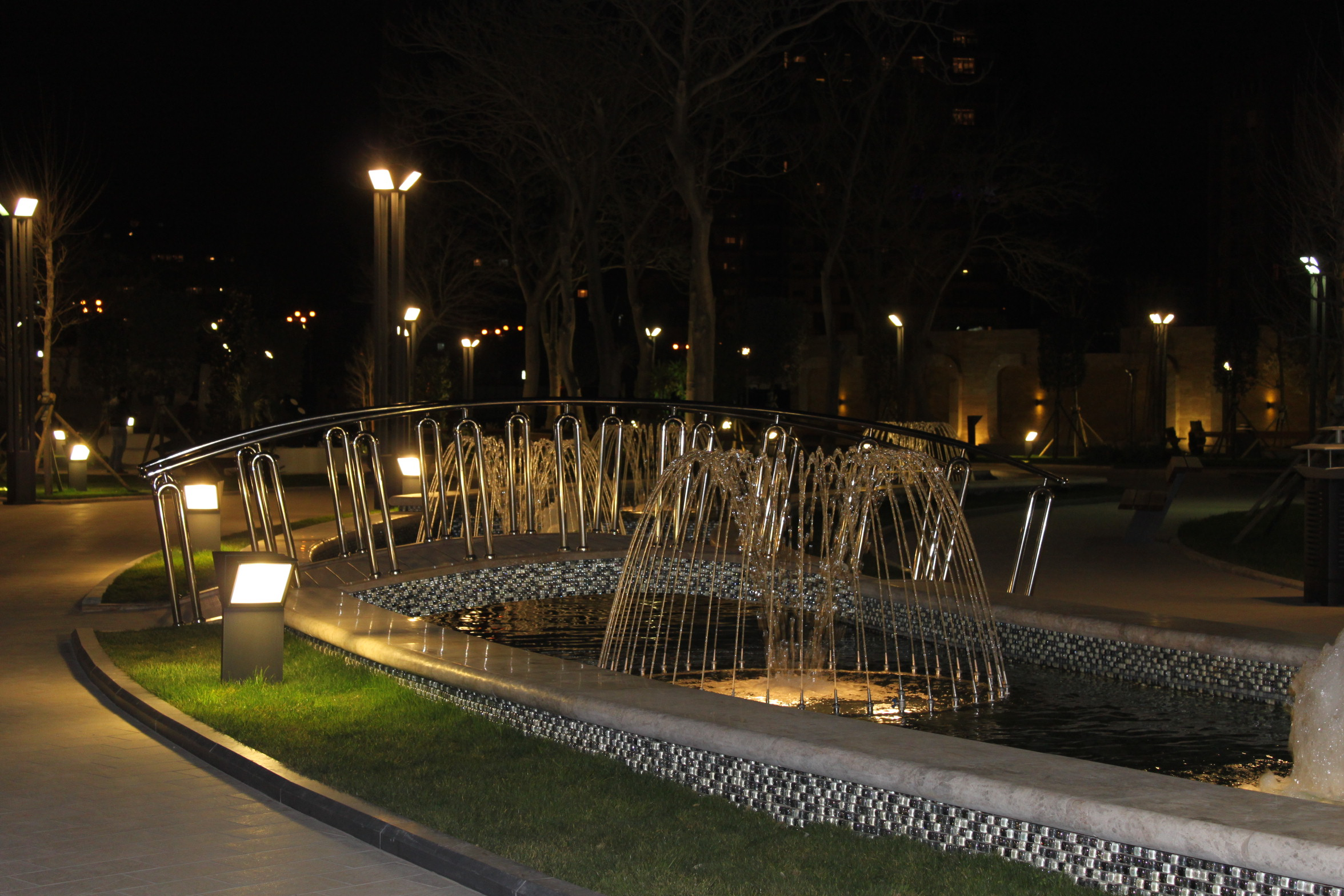